# Hubert Parry
Charles Hubert Hastings Parry, 1º Baronete de Highnam Court (Bournemouth, 27 de fevereiro de 1848 — West Sussex, 7 de outubro de 1918) foi um compositor, professor e historiador da música inglesa britânico.
As primeiras grandes obras de Parry apareceram em 1880. Como compositor, ele é mais conhecido pela música coral “Jerusalém”, por sua composição musical para o hino de coroação “I was glad”, a composição para coral e orquestra “Bless Pair of Sirens” e a melodia do hino “Repton”, que define as palavras “Dear Lord and Father of Mankind”. Seus trabalhos orquestrais incluem cinco sinfonias e um conjunto de variações sinfônicas.
Após as primeiras tentativas de trabalhar com seguros que, a pedido de seu pai, Parry foi contratado por George Grove, primeiro como colaborador do massivo Grove Dictionary of Music and Musicians, nas décadas de 1870 e 1890, depois como professor de composição e história musical no Royal College of Music, do qual Grove foi o primeiro diretor. Em 1895, Parry sucedeu Grove como diretor do colégio permanecendo no cargo pelo resto de sua vida. Ele foi simultaneamente professor de música na Universidade de Oxford, de 1900 a 1908. Ele escreveu vários livros sobre música e história da música, dentre um dos mais conhecidos é provavelmente seu estudo sobre Johann Sebastian Bach, de 1909.
Tanto durante a sua vida quanto depois, a reputação e posição crítica de Parry variaram. Seus deveres acadêmicos foram consideráveis e impediram-no de dedicar toda sua energia à composição, contudo alguns de seus contemporâneos como Charles Villiers Standford classificaram-no como o melhor compositor inglês desde Henry Purcell; outro, como Frederick Delius, não o fizeram. A influência de Parry em compositores posteriores, pelo contrário, é amplamente reconhecida. Edward Elgar aprendeu muito de seu ofício através dos artigos de Parry no Grove Dictionary. Entre aqueles que foram alunos de Parry no Royal College estavam Ralph Vaughan Williams, Gustav Holst, Frank Bridge e John Ireland.

## Biografia

### Primeiros anos

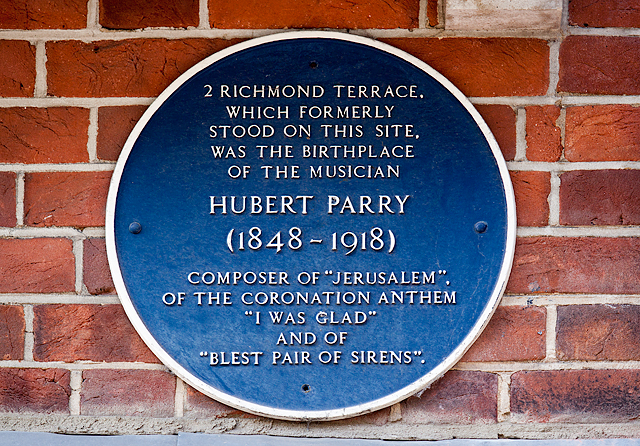
Uma placa azul marcando o local de nascimento de Parry em Richmond Terrace, 2, Bournemouth

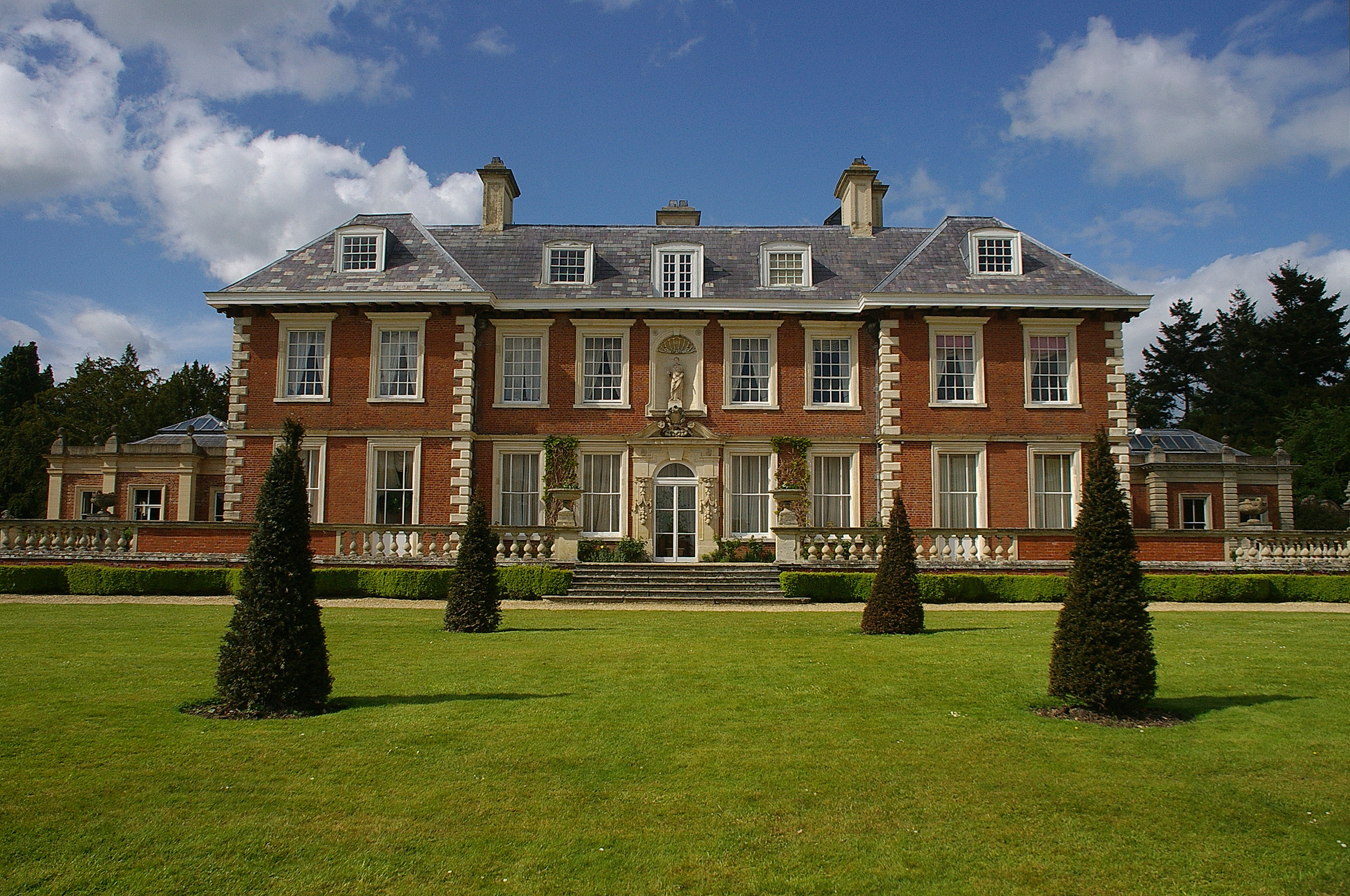
Highnam Court, Gloucestershire, a casa de campo da família

De acordo com o historiador de música de Bournemouth, Gary Robertson, Parry nasceu em Bournemouth, sendo o caçula de seis filhos de (Thomas) Gambier Parry (1816-1888) e sua primeira esposa, Isabella Fynes-Clinton (1816-1848), de Highnam Court, Gloucestershire. Gambier Parry, filho de Richard e Mary Parry, ficou órfão aos cinco anos de idade sendo criado por sua família materna, adotando o nome Gambier, como parte de seu sobrenome.  Tendo herdado uma enorme riqueza de seu avô que morreu em 1816, Thomas Parry, diretor da Companhia das Índias Orientais, Gambier Parry conseguiu comprar uma casa de campo em Highnam Court, uma casa do século XVII perto do Rio Severn e duas milhas a oeste de Gloucester.
Gambier Parry foi um eminente colecionador de obras de arte italiana primitiva em um tempo bem anterior à moda ou ao amplo conhecimento do público. Ele também era pintor e desenhista de algum talento; ele inventou o “spirit fresh”, um processo de pintura manual apropriado para o clima úmido inglês, técnica usada por ele em sua capela particular em Highnam, bem como na Catedral de Ely. Além de seu amor pela pintura, Gambier Parry era ele mesmo um músico, tendo estudado piano, trompa e composição durante sua educação em Eton. No entanto, seu gosto avançado pelas artes visuais – ele era amigo de John Ruskin e um admirador de William Turner – não se inclinou para seus interesses musicais, que eram altamente convencionais: Mendelssohn e Spohr eram o limite de sua apreciação pela modernidade musical. No entanto, ele apoiou firmemente o Festival dos Três Coros, tanto financeiramente quanto contra a ameaça de seu fechamento entre os anos de 1874 e 1875 pelo decano puritano de Worcester.
Três dos filhos de Gambier Parry morreram na infância, sua esposa Isabella Parry morreu de tuberculose aos 32 anos, doze dias após o nascimento de Hubert. Ela foi enterrada no adro da Igreja de São Pedro, em Bournemouth, onde Hubert foi batizado dois dias depois. Ele cresceu em Highnam com seus irmãos sobreviventes, (Charles) Clinton (1840-1883) e Lucy (1841-1861). Thomas Parry se casou novamente em 1851 e teve mais seis filhos. A morte prematura de Isabella quase certamente afetou seus filhos, mais obviamente o filho mais velho que sobreviveu, Clinton, que tinha apenas sete anos quando morreu, e, mais sutilmente, Hubert: que de acordo com sua filha Dorothea (1876-1963), o “amor pelos jovens” da sua madrasta Ethelinda, ou seja, seus próprios filhos, dava-lhe pouco ou nenhum tempo para os enteados. Gambier Parry estava frequentemente ausente de casa, estando em Londres ou no continente. A primeira infância de Hubert, com Clinton na escola e Lucy sete anos mais velha, foi em grande parte solitária, sendo sua única companhia regular uma governanta.
Clinton aprendeu a tocar violoncelo e piano e seu considerável talento musical ficou evidentemente à frente de Hubert. No entanto, apesar do interessa ativo do pai pela música, essa atividade era vista como um passatempo e era desaprovada como profissão por ser muito incerta, ao contrário da pintura, uma profissão menos perseguida para um cavalheiro. De janeiro de 1856 até meados de 1858, Hubert frequentou uma escola preparatória em Malvern de onde se mudou para Twyford Preparatory School, em Hampshire. Em Twyford, seu interesse pela música foi encorajado pelo diretor e por dois organistas, S. S. Wesley, na Winchester Cathedral e Edward Brind, na Igreja de Highnam. De Wesley, ele ganhou um amor duradouro pela música de Bach, que de acordo com o The Times “finalmente encontrou expressão em sua obra literária mais importante, Johann Sebastian Bach, a História do Desenvolvimento de Um Grande Compositor (1909)". Brind deu a Parry um piano e lições básicas de harmonia levando-o para o Festival dos Três Coros, em Hereford, em 1861. Entre os trabalhos corais apresentados naquele festival estavam Elijah, de Mendelssohn, Requiem, de Mozart e Sansão e Messias, de Handel. Os trabalhos orquestrais incluíram as Sinfonias Italianas, de Mendelssohn e Pastoral, de Beethoven. A experiência deixou uma grande impressão em Parry e efetivamente marcou o início de sua associação ao longo da vida com o festival.

### Ethon e o mais novo bacharel em Música
Assim como Parry mudou-se do Twyford para o Eton College, em 1861, a vida familiar foi obscurecida pela desgraça de Clinton: depois de um começo promissor em Oxford, estudando história e música, Clinton tornou-se um mulherengo beberrão além de ter se entregado ao ópio. Durante o primeiro período de Parry em Eton, surgiram novas notícias de que sua irmã Lucy havia morrido de tuberculose no dia 16 de novembro. Parry ficou profundamente afetado por tudo isso, o que é evidente em seu diário de 1864, onde ele confessou um profundo sentimento de perda. No entanto, Parry se entregou de corpo e alma à sua vida em Eton com uma energia característica, destacando-se tanto no esporte quanto na música, apesar dos primeiros sinais do problema cardíaco que o perseguiu pelo resto de sua vida. Enquanto isso, Clinton, apesar da intervenção de seu pai para garantir seu retorno à Oxford, foi enviado duas vezes, o último irrevogavelmente por não trabalhar; em 1863, Clinton partiu para Paris sob certa nebulosidade. Embora Parry nunca tenha mencionado estar sob pressão familiar, seu biógrafo, Jeremy Dibble especula que “o interesse pela música cresceu até um ponto em que não podia mais ser ignorado ou jogado fora...o conhecimento da oposição de seu pai à uma carreira musical que, tendo visto a tal negação contribuiu para a natureza rebelde do caráter do irmão, a carga de expectativa deve ter sido aparentemente enorme.”
Naquela época, Eton não era conhecida por sua música, apesar do interesse de alguns de seus alunos. Como não havia ninguém na escola suficientemente competente para acelerar os estudos de Parry, ele procurou George Elvey, organista da Capela de São Jorge, em Windsor, e passou a estudar com ele em algum momento de 1863. Elvey era musicalmente conservador, preferindo Handel a Mendelssohn. Embora Parry inicialmente idolatrasse seu professor, ele finalmente percebeu como ele era antinatural se comparado a S. S. Wesley. Parry, no entanto, beneficiou-se da mensalidade de Elvey e ganhou a vantagem de poder escrever hinos para o coro da Capela de São Jose que, sob a direção de Elvey, alcançara um padrão excepcional no canto coral inglês daquela época. Elvey iniciou seu aluno nas disciplinas contrapontísticas do cânone e da fuga. Reconhecendo o talento de seu aluno, ele logo tornou-se ambicioso para treiná-lo a um nível suficiente para conseguir obter o diploma de música em Oxford. Portanto, ele apresentou seu aluno aos quartetos de cordas de Haydn e Mozart e, finalmente, a alguns dos rudimentos da orquestração. Parry, por sua própria iniciativa, explorou as partituras orquestrais de Beethoven, Weber e seu amado Mendelssohn. Enquanto ainda estava no Eton College, Parry passou com sucesso no exame de bacharel de música de Oxford sendo a pessoa mais jovem a conseguir tal feito. Seu exercício para o exame, a cantata Ó Senhor, nos expulsaste, “surpreendeu” o professor de música da Heather, Sir Frederick Ouseley sendo triunfalmente apresentado e publicado em 1867.
Em 1867, Parry deixou Eton e foi para o Exeter College, em Oxford. Ele não estudou música, sendo destinado por seu pai para uma carreira comercial, porém, ao invés disso, foi estudar direito e história moderna. Suas preocupações musicais ficaram em segundo plano durante seu tempo em Oxford, embora durante o feriado de verão, seguindo o conselho de Wesley, ele foi para Stuttgart estudar com Henry Hugo Pierson. Como Parry recordou, o principal objetivo de Pierson parecia ser “desassociar-me de Bach e Mendelssohn” pondo em Parry a tarefa de reorquestrar obras de Weber, Rossini e Beethoven, bem como algumas das próprias obras de Parry. Ele voltou para a Inglaterra muito mais crítico da música de Mendelssohn descobrindo assim um repertório mais aventureiro, participando de concertos no Crystal Palace de Londres: ele foi particularmente tomado pela Segunda Sinfonia de Schumann, com sua “loucamente gloriosa” Scherzo e a “deliciosa” orquestração e movimento lento, mas “maravilhosa modulação”. Entrou em êxtase com a Sexta e Oitava sinfonias de Beethoven, confessando em seu diário: “Mal posso suportar ouvir ou sentir um grande trabalho de Mendelssohn na mesma semana que um grande trabalho do velho e querido Beet". No entanto, como Dibble observa, a influência de Mendelssohn na música de Parry permaneceu.

### Dupla jornada
Depois de deixar Oxford, Parry foi underwriter do Lloyd's of London, de 1870 a 1877. Ele achou o trabalho incompatível e totalmente contrário aos seus talentos e inclinações, mas sentiu-se obrigado a perseverar nele e a satisfazer não apenas seu pai, mas também seus futuros sogros. Em 1872, ele se casou com Elizabeth Maude Herbert (1851–1933), segunda filha do político Sidney Herbert e sua esposa Elizabeth. Seus sogros concordaram com seu pai em dar preferência uma carreira convencional para ele, embora Parry tenha se mostrado um fracasso no ramo de seguros, já que ele tinha sucesso na música. Ele e a esposa tiveram duas filhas, Dorothea e Gwendolen, em homenagem a personagens de George Eliot.
Parry continuou seus estudos musicais ao mesmo tempo em que trabalhava com seguros. Em Londres, ele estudou com William Sterndale Bennett, mas, ao considerá-lo insuficientemente exigente, ele procurou ter aulas com Johannes Brahms. Como Brahms não estava disponível, Parry foi recomendado ao pianista Edward Dannreuther, tido como o mais sábio e simpático dos professores. Dannheuther começou dando aulas de piano para Parry, mas logo estendeu seus estudos para a análise e composição. Nesta fase de seu desenvolvimento musical, Parry se afastou das tradições clássicas inspiradas por Mendelssohn. Dannreuther apresentou-o à música de Wagner, que influenciou suas composições durante esse período.
Ao msmo tempo em que suas composições chegavam ao conhecimento público, Parry foi contratado como acadêmico musical por George Grove, primeiro como editor assistente de seu novo Grove's Dictionary of Music and Musicians, para o qual Parry fora nomeado para o posto em 1875, tendo contribuído com 123 artigos.Entre aqueles que se beneficiaram desses escritos estava o jovem Edward Elgar, que não frequentou uma faculdade de música e, como ele disse mais tarde, foi mais ajudado pelos artigos de Parry. Em 1883, Grove, na função de primeiro diretor do novo Royal College of Music, nomeou-o como professor de composição e história musical da faculdade.
As primeiras grandes obras de Parry surgiram em 1880: um concerto para piano, que Dannreuther estreou e uma peça musical para coral com cenas de Prometheus Unbound, de Percy Shelley. A primeira execução deste último foi realizado para marcar o início de um “renascimento” da música inglesa, mas foi considerado por muitos críticos como muito avantgarde. Parry conseguiu um sucesso contemporâneo maior com o ode Blest Pair of Sirens (1887), encomendado e dedicado à Charles Villiers Stanford, um dos primeiros músicos britânicos a reconhecer o talento de Parry. Stanford descreveu Parry como o maior compositor inglês desde Purcell. Blast Pair of Sirens, uma peça de “At a Solemn Musick”, de John Milton, sugerido como um texto por Grove, estabeleceu Parry como o principal compositor de coral inglês de sua época. Tudo isso ocasionou o inconveniente de lhe trazer uma série de encomendas para oratórios convencionais, um gênero que ele não tinha muita simpatia.

### Anos de ouro, o auge
Agora, bem estabelecido como compositor e acadêmico, Parry recebeu muitas comissões. Entre elas estavam obras corais como o Ode on Saint Cecilia's Day (1889), os oratórios Judite (1888) e Jó (1892), o salmo De Profundis(1891) e um trabalho mais leve, o The Pied Piper of Hamelin (1905), descrito mais tarde como um poço de humor borbulhante. Os oratórios bíblicos foram bem recebidos pelo público, mas a falta de simpatia de Parry com a forma foi ridicularizada por George Bernard Shaw, então crítico musical em Londres. Ele denunciou Jó como “o mais absoluto fracasso jamais alcançado por um músico absolutamente respeitável. Não há um único bar dentro dele que estava a menos de cinquenta mil milhas da linha mais baixa do poema”. Parry, junto com Standford e Alexander Mackenzie, foi considerado por alguns como o líder do grupo do “Renascimento Musical Inglês”;{{nota de rodapé|O termo se origina de um artigo escrito pelo crítico Joseph Bennett em 1882. Em sua resenha no "The Daily Telegraph", da Primeira Sinfonia de Parry, ele escreveu que o trabalho deu "prova de que a música inglesa chegou a um período de renascimento". John Alexander Fuller Maitland, crítico-chefe de música no  The Times , tornou-se o defensor mais assíduo da teoria, em seu livro de 1902
 
English Music in the XIXth Century. revendo Eden por Stanford, em 1891, ele escreveu:Os críticos contemporâneos geralmente consideravam a música orquestral de Parry como de importância segundária em sua produção, contudo, no final do século XX e início do século XXI, muitas peças orquestrais de Parry foram reavivadas. Estas incluem cinco sinfonias, um conjunto de variações sinfônicas em mi menor, Overture to an Unwritten Tragedy (1893) e Elegy for Brahms (1897). Em 1883, Parry escreveu um acompanhamento para de Os Pássaros, de Aristófanes, para o Cambridge Greek Play, uma produção estrelada pelo vulto e escritor medieval, M. R. James. Parry recebeu um diploma honorário da Universidade de Cambridge no mesmo ano. Posteriormente, ele escreveu músicas para obras de Aristófanes para Oxford:  As Rãs (1892), As Nuvens (1905) e Os Acarnânios (1914). Ele também criou uma elaborada música incidental para uma produção do West End por Beerbohm Tree, Hypatia (1893). Entre as consideráveis produções musicais de Parry para o teatro, houve apenas uma tentativa de ópera: Guenever, que foi recusada pela Carl Rosa Opera Company.

Um compositor que soma é bastante raro em qualquer lugar, a qualquer hora. Não tente usá-lo como um misto de dons para universidade, ministro, magnata da cidade, especialista útil ou uma dúzia de outras coisas. Um grande golpe foi dado contra a música inglesa quando Parry foi nomeado para suceder Sir George Grove como diretor do Royal College of Music.

Robin Legge, The Daily Telegraph crítico musical, 1918
Quando Grove se aposentou como diretor do Royal College of Music, Parry o sucedeu a partir de janeiro de 1895 tendo ocupado o cargo até a sua morte. Em 1900, ele sucedeu John Stainer como professor da Heather. Em 1918, em um tributo de falecimento, Robin Legge, crítico de música do The Daily Telegraph, lamentou esses apelos acadêmicos sobre o tempo de Parry, acreditando que eles atrapalharam sua principal vocação, a composição. Ralph Vaughan Williams, que estudou no RCM sob a direção de Parry, o classificou como compositor e professor. De Parry, em seus últimos momentos, escreveu:

O segredo da grandeza de Parry como professor era sua simpatia generosa; que não era aquela chamada mentalidade de abertura que vem da falta de convicção; suas antipatias musicais eram muito fortes e, às vezes, na opinião daqueles que discordavam delas, eram irracionais; mas ao avaliar o trabalho de um compositor, ele foi capaz de colocá-las de lado e ver além delas. E foi nesse espírito que ele examinou o trabalho de seus alunos. As composições de um estudante raramente são de qualquer mérito intrínseco, e um professor está apto a julgá-las com base no seu valor nominal. Mas Parry viu mais do que isso; ele viu o que estava por trás do enunciado defeituoso e fez dele o objetivo de eliminar os obstáculos que impediam a plenitude do discurso musical. Sua palavra de ordem era "característica" - isso era o que importava.

Vaughan Williams
Como chefe do Royal College of Music, Parry teve entre os seus principais alunos, Ralph Vaughan Williams, Gustav Holst , Frank Bridge e John Ireland .
Apesar das demandas de seus cargos acadêmicos, as crenças pessoais de Parry, que eram darwinistas e humanistas, o levaram a compor uma série de seis “cantatas éticas”, trabalhos experimentais nos quais ele esperava substituir as formas tradicionais de oratório e cantata. Ele geralmente não obtinha o sucesso esperado com o público, embora Elgar admirasse The Vision of Life (1907) e The Soul's Ransom (1906), que tiveram várias performances modernas.
Após o falecimento de sua madrasta, Ethelinda Lear Gambier-Parry, em 1896, Parry herdou a propriedade da família em Highnam. Em 1898, recebeu a dignidade de cavaleiro celibatário. Foi anunciado que ele receberia o título de baronete na lista de honras da coroação de 1902, publicada em 26 de junho de 1902 para a coroação do rei Edward VII, posteriormente adiada, entretanto, em 24 de julho foi criado o título de baronete de Highnam Court, na Paróquia de Highnam, no Condado de Gloucester.

### Últimos anos
Em 1908, Parry renunciou à sua nomeação para Oxford por conta de um conselho médico sendo que, na última década de sua vida, produziu algumas de suas obras mais conhecidas, incluindo a Symphonic Fantasia (1912), também chamada de Sinfonia nº 5, a Ode na Natividade (1912) e os Songs of Farewell (1916–1918). A peça musical pela qual ele é mais conhecido é a adaptação do poema de William Blake “And did those feet in ancient time” (1916), que foi imediatamente retomado pelo movimento sufragista, com o qual tanto Parry quanto sua esposa nutriam forte simpatia.
Parry mantinha a música alemã e suas tradições como o ápice da música, sendo um admirador da cultura alemã em geral. Portanto, certo de que a Grã-Bretanha e a Alemanha nunca iriam à guerra, ele entrou em desespero quando eclodiu a Primeira Guerra Mundial. Nas palavras do Dicionário Oxford de Biografia Nacional: “Durante a guerra, ele assistiu a uma obra de progresso e educação da vida sendo apagada à medida que a população masculina, particularmente a nova geração fértil para compor – do Royal College diminuía.”
No outono de 1918, Parry contraiu gripe espanhola durante a pandemia global e morreu em Knightscroft, Rustington, West Sussex, em 7 de outubro, aos 70 anos. O atestado de óbito diz que a causa de morte foram influenza e septicemia. Sua filha, Gwendoline Maud Greene, estava presente em sua morte.  A pedido de Stanford, ele foi enterrado na Catedral de São Paulo. Em sua cidade natal, em Richmond Hill, Bournemouth, ao lado da praça, é marcado por a placa azul, uma placa comemorativa com uma inscrição do poeta Laureate, Robert Bridges, na Catedral de Gloucester, inaugurada durante o Festival dos Três Coros de 1922. A baronia de Parry foi extinta em sua morte. Highnam passou para seu meio-irmão, o major Ernest Gambier-Parry.

## Legado
Em maio de 2015, setenta obras inéditas de Parry vieram à tona depois de serem escondidas por décadas em um arquivo da família. Acredita-se que alguns deles nunca tenham sido apresentados previamente em público. Os documentos, que devem chegar a 50 mil libras, foram vendidos em um leilão nos dias 19 e 20 de maio no Chorley's Auctioneers, no Prinknash Abbey Park.

## Suas obras

### Música
O biógrafo de Parry, Jeremy Dibble, escreve:

O estilo musical de Patty é um agregado complexo que reflete sua assimilação de tradições indígenas e continentais. Treinado no átrio do órgão durante seus tempos de escola e educado através do sistema de graus das antigas universidades, ele absorveu plenamente a estética musical da Igreja Anglicana e o repertório dos oratórios dos festivais provinciais de música aos 18 anos de idade.

Muitos colegas e críticos concluíram que a música de Parry é a de um inglês convencional e não fortemente criativo. Frederick Delius disse a respeito dele:“Como um homem que gasta riquezas, o senhor de muitos acres e que vive da gordura da terra pode escrever qualquer coisa sobre Jó, isso me desconcerta completamente”. Em 1948, Arnold Bax, que desconhecia a política radical de Parry, escreveu: “Parry, Stanford, Mackenzie – eles eram todos os três cidadãos sólidos e respeitáveis...modelos de marido e pais, sem dúvida, membros respeitados dos clubes mais conservadores, que na frase de Yeats não havia 'nenhum amigo estranho'. Disto eu tenho certeza”. A visão de Parry tomada por Bax e Bernard Shaw foi contestada por sua filha Dorothea em 1956:

Esta é uma lenda fantástica sobre o meu pai, de que ele era convencional, um escudeiro conservador, um esportista, um homem da igreja e sem “amigo estranho”. Meu pai era o homem mais naturalmente não convencional que conheci. Ele era um radical, com um preconceito muito forte contra o conservadorismo. Ele era um livre-pensador e não foi ao meu batismo. Ele nunca deu um tiro, não porque fosse contra os esportes sangrentos, mas por sentir-se fora de sintonia e pouco à vontade na companhia daqueles que gostavam de festejar. Seus amigos, além de seus colegas de escola, estavam principalmente no mundo artístico e literário. Ele era um asceta e não gastava nada em si mesmo. A veia puritana nele é considerada por alguns como algo que estragava a sua música, como uma tendência à falta de cor. Longe de ser uma vantagem em ser filho de um escudeiro de Gloucestershire, o início da vida de meu pai era a luta contra o preconceito. Seu pai achava a música inadequada como profissão e os críticos de música do século XIX não demonstravam piedade para com qualquer um dos que considerassem privilegiados. Meu pai era sensível e sofria de crises de depressão profunda. A extraordinária má interpretação dele que existe não deve persistir.

Em uma análise do processo de composição de Parry, Michael Allis chama a atenção para uma crença amplamente difundida, mas imprecisa, de que Parry era um compositor simplista que fazia novos trabalhos sem esforço. Ele cita os críticos de meados do século XX, H. C. Colles e Eric Blom, comparado a suposta facilidade de Parry com superficialidade. Allis cita também o diário de Parry, que regularmente cita suas dificuldades na composição: “lutou junto com a Sinfonia”, “completamente terrível e desgastado com as revisões”, “preso rápido” e assim por diante. O próprio Parry é parcialmente responsável por outra crença sobre sua música, que ele não estava nem interessado e nem era bom em orquestração. Em uma palestra no Royal College of Music, ele foi um dos censores de Hector Berlioz, que, na opinião de Parry, disfarçou as ideias musicais comuns pela orquestração brilhante: “Quando se desfazem de sua cor incrivelmente varidada, as próprias ideia não nos convencem ou exercem muito fascínio”. Bax e outros entenderam que Parry (e Stanford e Mackenzie) “consideravam a beleza sensual do som orquestral como não muito boa”.  Em 2001, os escritores americanos Nicholas Slonimsky e Laura Kuhn consideraram: “Em sua música orquestral, Parry desempenhou um papel significativo no fomento da tradição sinfônica britânica. Enquanto suas obras orquestrais devem muito aos romanistas alemães, particularmente Mendelssohn, Schumann e Brahms, no entanto, desenvolveu um estilo pessoal notável por sua excelente habilidade e maestria na escrita diatônica. Suas 5 [sinfonias] revelam uma crescente segurança ao lidar com grandes formas. Ele também escreveu algumas músicas incidentais e belas partes de câmara”.
A influência inicial de wagner na música de Parry pode ser ouvida no Concertstück for orchestra (1877), na abertura de Guillem de Cabestanh (1878) e especialmente em Scenes from Prometheus Unbound (1880). Dibble nota uma influência wagneriana mais completamente absorvida em Blest Pair of Sirens e aponta para a influência de Brahms em obras como Quarteto de Piano em lá bemol (1879) e Trio de Piano em si menor (1884).

### Livros sobre música
Parry escreveu sobre música durante toda a sua vida adulta. Assim como os seus 123 artigos no Grove's Dictionary, entre suas publicações incluem Studies of Great Composers (1886), The Art of Music (1893), ampliada como The Evolution of the Art of Music (1896), The Music of Seventeenth Century (Volume III of the Oxford History of Music (1902), Johann Sebastian Bach: the Story of the Development of a Great Personality (1909), classificado pelo The Times como seu livro mais importante e Stile in Musical Art, uma coletânea de palestras em Oxford (1911).